# Mawampanga Mwana Nanga
Mawampanga Mwana Nanga, né en 1952, est un homme politique et diplomate de la république démocratique du Congo, plusieurs fois ministre.

## Biographie
Mawampanga Mwana Nanga est originaire de la Province du Bas-Congo.
Après des études à la faculté de sciences agronomiques de Yangambi, il travaille en qualité d'agronome au ministère de l'Agriculture et du Développement rural.
À la faveur d'une bourse d'études aux États-Unis, il a obtenu un Ph.D. en économie agricole de l'université du Kentucky et il est rentré au pays avec l'invasion de l'Alliance des forces démocratiques pour la libération du Congo (AFDL).
Il a été ministre des Finances du président Laurent-Désiré Kabila du 22 mai 1997 au 30 janvier 1998 puis du 4 mars 1999 au 20 novembre 2000 et ministre de l'Agriculture du 30 janvier 1998 au 4 mars 1999.
Après son départ du gouvernement, il a été nommé ambassadeur de la RDC au Zimbabwe.